# گیزبرت هورستمکه
گیزبرت هورستمکه (انگلیسی: Gisbert Horsthemke؛ زادهٔ ۲۶ ژانویهٔ ۱۹۵۳) بازیکن فوتبال اهل آلمان است.
از باشگاه‌هایی که در آن بازی کرده‌است می‌توان به باشگاه فوتبال بوخوم اشاره کرد.